# Гарсия дель Посо, Хосе Луис
Хосе Луис Гарсия дель Посо более известный, как Ресио (исп. José Luis García del Pozo; род. 11 января 1991, Малага) — испанский футболист, полузащитник клуба «Кордова».

## Клубная карьера
Ресио воспитанник футбольного клуба «Малага», дебютировал за первую команду 11 ноября 2010 года, вскоре после того, как «Малагу» возглавил Мануэль Пеллегрини, в матче на Кубок Испании против «Эркулеса», «Малага» тогда победила 3:2. Десять дней спустя, Ресио дебютировал в чемпионате Испании, в матче против «Депортиво ла Корунья». 5 декабря в поединке против сантандерского «Расинга» он забил свой первый гол за клуб.
В 2013 году Ресио на правах аренды выступал за «Гранаду».
31 августа 2018 года было объявлено о переходе в «Леганес».
1 июля 2022 по окончании контракта с «Леганесом» стал свободным агентом, но 12 августа 2022 перешёл в «Аполлон» из Кипра

## Международная
В 2011 года Ресио играл за молодёжную сборную Испании.